# Bombardeios em Bagdá em abril de 2010
Os Bombardeios em Bagdá em abril de 2010 foram três atentados terroristas à bomba causados por terroristas suicidas em carros-bomba nos bairros de Almançor, no oeste de Bagdá, e de Al Salehiya, no centro da capital. Foram atingidos os consulados do Egito, Espanha e Alemanha, e o Ministério das Finanças trazendo prejuízos, e totalizando em 224 feridos e 42 mortos..